# RG-41
RG-41 ist ein für militärische Zwecke von BAE Systems in Südafrika entwickelter Radpanzer.
Das Denel Vehicle Systems RG41 8×8 Radpanzerfahrzeug (WACV) wurde mit dem Zwei-Personen-Turm Denel Land Systems (DLS) ausgestattet, der ursprünglich für die ankommenden Schützenpanzer 8×8 der südafrikanischen Armee entwickelt wurde.
Badger soll das derzeit eingesetzte Ratel 6×6 IFV der südafrikanischen Armee ersetzen.
Der Zwei-Personen-Turm wird als Modular Combat Turret (MCT) bezeichnet und ist mit einer 30 × 173 mm Dual-Feed-Kanone und einem 7,62 mm Koaxial-Maschinengewehr (MG) ausgestattet. Entweder der Kommandant oder der Schütze kann die Waffen auf das Ziel legen, da beide auf Flachbildschirmen an ihren Waffenstationen Zielbilder und Brandschutzinformationen sehen können.
Die Turmtraverse und die Waffenerhebung erfolgt ausschließlich elektrisch, mit manuellen Back-up-Steuerungen und einem serienmäßigen automatischen Zielverfolger (ATT).
Es gibt weitere Versionen des MCT, darunter eine mit einem DLS 60 mm Mörser mit Verschluss und eine mit zwei Ingwe-Laserlenkraketen.
Diese Familie von Türmchen wurde auch für einige Varianten des kürzlich in Betrieb genommenen Gempita (AV-8) 8×8 IFV in Malaysia übernommen.
Eine typische RG41-Besatzung, die mit einem Ein-Mann-Turm ausgestattet ist, würde aus 11 Personen bestehen: Fahrer, Fahrzeugführer, Schütze, Sektionskommandant und sieben Demontagen. Die Demontagen sitzen im Fond und sind mit einem Vierpunktgurt ausgestattet.
Das Gesamtfahrzeuggewicht (GVW) des RG41 beträgt 28.000 kg, wovon 9.800 kg die Nutzlast (Waffen, Munition, Besatzung und Kraftstoff) sind, so Denel.
Die Basislinie RG41 hat STANAG 4569 Level 2 ballistischen Schutz, ist aber auf Level 4 oder 5 aufrüstbar. Der Minenschutz entspricht STANAG 4569 Level 4A/3B, kann aber auf Level 4B aufgerüstet werden.